# 장항항 (고성군)
장항항은 경상남도 고성군 동해면 봉암리에 있는 어항이다. 2002년 8월 6일 어촌정주어항으로 지정하여 관리하고 있다. 시설관리자는 고성군수이다.

## 어항 구역
- 수역: 장항선착장 동편 돌출부(물량장 종점부)에서 반대편 (서편) 공동작업장 옆 돌출부를 연결한 선내수면
- 육역: 경남 고성군 동해면 봉암리 139-8번지 외 6필지

## 어항 시설
- 호안 338m, 선착장 357m

## 주요 어종
- 굴, 대구, 감성돔, 도다리, 갯가재, 물매기, 바지락 등